# Dąbrowica (powiat turecki)
Dąbrowica – wieś w Polsce położona w województwie wielkopolskim, w powiecie tureckim, w gminie Dobra.
W latach 1954–1959 wieś należała i była siedzibą władz gromady Dąbrowica, po jej zniesieniu w gromadzie Dobra. W latach 1975–1998 miejscowość należała administracyjnie do województwa konińskiego.